# Jesenákův palác (Michalská)
Jesenákov palác (neboli Jeszenákov palác) je barokní palác v centru Bratislavy na Michalské ulici č. 3, v historickém jádru města.
Postaven byl v roce 1730 a stojí na základech, které pocházejí z 15. století. V klenbě dvora, který byl zrekonstruován, je možné vidět zastavenou kouli, která pochází z časů tureckého obléhání města. 
Dnes v budově sídlí Galéria Michalský dvor, která byla zřízena 8. prosince 1995 a první slovenský hackerspace s názvem progressbar, který vznikl v roce 2010.